# Сариадир (імені Габіта Мусрепова район)
Сариади́р (каз. Сарыадыр) — село у складі району імені Габіта Мусрепова Північноказахстанської області Казахстану. Входить до складу Рузаєвського сільського округу, раніше входило до складу Калинівської сільської ради.
Населення — 130 осіб (2021; 202 у 2009, 281 у 1999, 284 у 1989).
Національний склад станом на 1989 рік:
- казахи — 100 %.